# ريناتو دالارا
ريناتو دالارا (بالإيطالية: Renato Dall'Ara)‏ رجل أعمال إيطالي ومالك نادي بولونيا الأسبق، (ولد يوم 10 أكتوبر من العام 1892 في ريدجو إميليا) وارتبط اسمه بالحزب الفاشي في بولونيا، وكان ماسيمو موراتي أحد أسباب اصابته بنوبة قلبية أدت إلى وفاته عام 1964.

## سيرته
ولد ريناتو دالارا لأسرة متواضعة في ريدجو إميليا، وانتقل بعد الحرب الأولى إلى بولونيا، بدء عمله في مصنع للنسيج. وارتبط بالحزب الفاشي في بولونيا، في عام 1934 تلقى الدعم من الحزب الفاشي ليصبح رئيس لنادي بولونيا لكرة القدم. وخلال السنوات الأولى من رئاسته حقق نادي بولونيا بطولة الدوري الإيطالي 4 مرات، موسم 1935-36 وموسم 1936-37 وموسم 1938-39 وموسم 1940-41 .

## قصة وفاته
كان موسم 1963-1964 أحد أكثر المواسم إثارة في تاريخ الدوري الإيطالي على الأطلاق بفعل الاحداث الغريبة التي رافقت النهاية.. كان الصراع يشتد بين الانتر الذي يقدم عروض رائعة بقيادة مدربه الاسطوري هيلينو هيريرا.. وبين بولونيا الذي كان يريد استرجاع السكوديتو بعد غياب دام 23 عام. ولكن النهاية حكمت على الفريقين بالتعادل بالنقاط حيث جمع كل فريق (54) نقطة وتم الاحتكام لمباراة فاصلة لتحديد بطل الدوري لأول وآخر مرة في تاريخ الدوري الإيطالي، وتم تحديد يوم 7 يونيو 1964 لاقامة المباراة الفاصلة بين الفريقين في ملعب محايد، بحيث تُلعب المباراة في روما، ولكن قبل 3 أيام من موعد المباراة حدث ما لم يكن في الحسبان. حيث أنه في اجتماع للاتحاد الإيطالي لترتيب المباراة حدثت مشاجرة بين رئيس الانتر انجيلو موراتي ورئيس بولونيا ريناتو ديل ارا.. عندما اتهم موراتي فريق بولونيا بتعاطي المنشطات، وهو آمر لم يحتمله رئيس بولونيا ريناتو دالارا الذي أصيب بأزمة قلبية فارق الحياة على أثرها.
توفي رئيس بولونيا ريناتو دالارا قبل موعد المباراة بثلاثة أيام وخرجت جنازة كبيرة في بولونيا طالبه القصاص من انجليو موراتي الذي أتهم بالتسبب بقتل ديل ارا ! وطالب انصار بولونيا بتأجيل المباراة أو ألغائها وفاءاً لذكرى الرئيس الراحل. طالب بولونيا بتأجيل المباراة وفاءاً لذكرى الرئيس الذي عشق بولونيا وحقق معه السكوديتو اربع مرات من قبل، وهو الذي كان رئيس النادي لمدة 30 عام من 1934-1964 ولكن الاتحاد الإيطالي أصرّ على إقامة المباراة في موعدها.
كان على بولونيا اللعب في ظروف صعبة على الفريق، كان عليه كذلك مواجهة الانتر الذي أحرز قبل المباراة بعشرة أيام بطولة أوروبا بعد هزيمة الريال في النهائي بثلاثية وهو الذي كان يضم أسماء لامعه مع فاكيتي ومازولا ودا كوستا وسواريز وكورسو. لكن بولونيا حقق المستحيل وهزم الانتر بثنائية في المباراة الفاصلة ليهدي اللقب للرئيس الراحل ريناتو ديل ارا الرئيس الذي قُتِل في مقر الاتحاد الإيطالي وإنتصر فريقه على أرض الملعب.
بعدها ظلّ أسم الرئيس ريناتو ديل ارا خالداً في تاريخ نادي بولونيا، حيث أطلق اسمه على ملعب النادي في عام 1983 وبقي حتى وقتنا هذا، يُذكر الجميع في بولونيا وفي إيطاليا بالرئيس الذي توفي عشقاً لناديه

## انظر ايضاً
- قائمة ملاك أندية كرة القدم الإيطالية